# 安陶
安陶是奥地利布尔根兰州马特斯堡县的一个市镇。总面积8.74平方公里，总人口771人，人口密度88.2人/平方公里（2012年）。